# Ред-Кліфф (Колорадо)
Ред-Кліфф (англ. Red Cliff) — місто (англ. town) в США, в окрузі Ігл штату Колорадо. Населення — 257 осіб (2020).

## Географія
Ред-Кліфф розташований за координатами 39°30′33″ пн. ш. 106°22′12″ зх. д. / 39.50917° пн. ш. 106.37000° зх. д. (39.509143, -106.370030).  За даними Бюро перепису населення США в 2010 році місто мало площу 0,61 км², уся площа — суходіл.

## Демографія
Згідно з переписом 2010 року, у місті мешкало 267 осіб у 117 домогосподарствах у складі 66 родин. Густота населення становила 439 осіб/км².  Було 141 помешкання (232/км²).
Расовий склад населення:
| - 80,5 % — білих - 1,5 % — корінних американців - 1,1 % — чорних або афроамериканців - 12,0 % — осіб інших рас |

До двох чи більше рас належало 4,9 %. Частка іспаномовних становила 37,8 % від усіх жителів.
За віковим діапазоном населення розподілялося таким чином: 15,4 % — особи молодші 18 років, 74,1 % — особи у віці 18—64 років, 10,5 % — особи у віці 65 років та старші. Медіана віку мешканця становила 38,5 року. На 100 осіб жіночої статі у місті припадало 118,9 чоловіків;  на 100 жінок у віці від 18 років та старших — 128,3 чоловіків також старших 18 років.
Середній дохід на одне домашнє господарство  становив 74 386 доларів США (медіана — 68 125), а середній дохід на одну сім'ю — 73 402 долари (медіана — 74 583). Медіана доходів становила 51 250 доларів для чоловіків та 35 556 доларів для жінок. За межею бідності перебувало 4,3 % осіб, у тому числі 6,0 % дітей у віці до 18 років та 0,0 % осіб у віці 65 років та старших.
Цивільне працевлаштоване населення становило 193 особи. Основні галузі зайнятості: мистецтво, розваги та відпочинок — 36,8 %, роздрібна торгівля — 16,1 %, будівництво — 14,5 %.